# E.o.plauen
e.o.plauen, właśc. Erich Ohser (ur. 18 marca 1903 w Untergettengrün (Vogtland), zm. 5 kwietnia 1944 w Berlinie) – niemiecki rysownik, autor komiksu Vater und Sohn (pol. Ojciec i syn).

## Życiorys
W wieku czterech lat przeniósł się wraz z rodziną do Plauen. W 1928 ukończył studia w Akademie für Graphische Künste und Buchgewerbe w Lipsku i rozpoczął pracę w wydawnictwie związanym z SPD. Był autorem satyrycznych rysunków antyhitlerowskich, m.in. karykatur Goebbelsa i Hitlera, publikowanych w „Dercross-Section” i „Neue Revue”. Zaowocowało to wydaniem mu przez nazistów zakazu wykonywania zawodu. Ohser kontynuował działalność pod pseudonimem e.o.plauen (Erich Ohser z Plauen), a w latach 40. zaczął tworzyć komiksy o treści politycznej, za co został aresztowany. 5 kwietnia 1944 roku popełnił samobójstwo w celi aresztu, spodziewając się otrzymania wyroku śmierci.
Oprócz karykatur politycznych i niepolitycznych oraz rysunków satyrycznych Ohser tworzył ołówkiem i piórkiem rysunki pejzaży, miast, wiosek rybackich, studia zwierząt, a przede wszystkim akty.
Wybitnym żyjącym karykaturzystom przyznawana jest Nagroda im. e.o.plauena.

## KomiksVater und Sohn
Humorystyczny komiks bez słów ukazywał się w latach 1934–1937 w „Berliner Illustrierte Zeitung” (w sumie 157 odcinków). Historyjki opowiadają o codziennych perypetiach dwóch bohaterów – tęgiego, łysego i wąsatego Ojca oraz jego małego synka Erika, których mimo wielu sporów, łączy niezwykle ciepła i czuła więź.

## Galeria

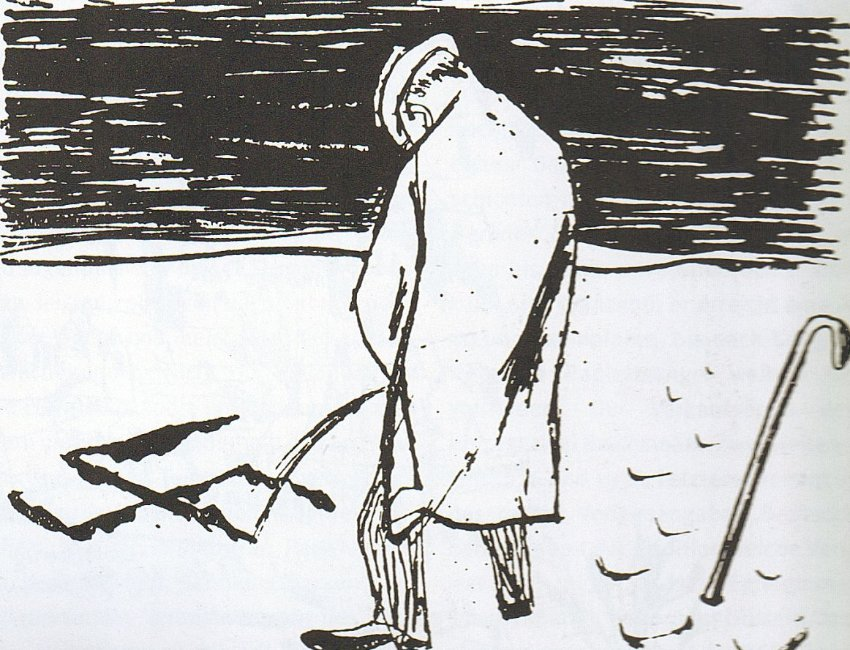
Dienst am Volk, 1931
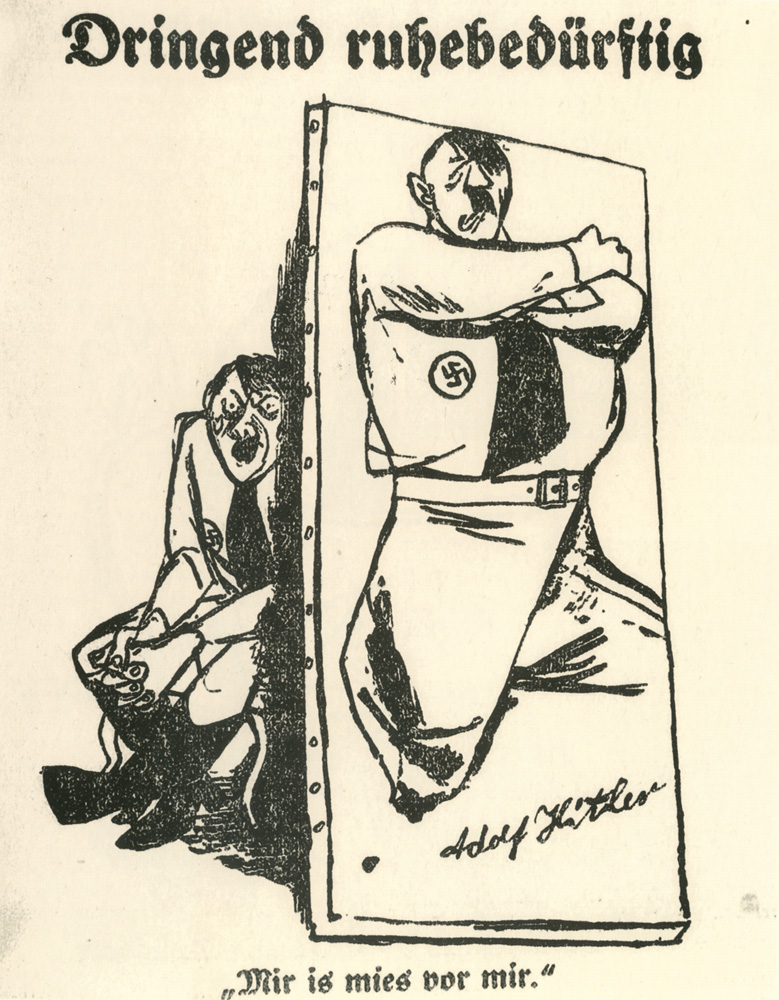
Dringend ruhebedürftig, 1932
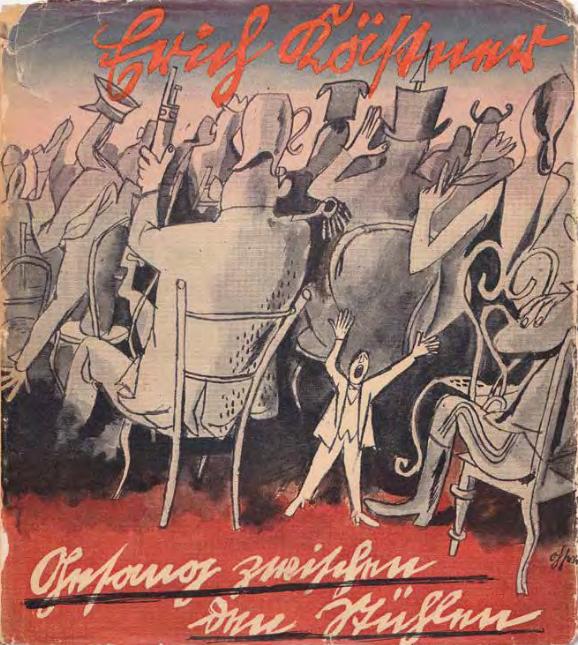
Okładka tomiku wierszy Ericha Kästnera Gesang zwischen den Stühlen, 1932
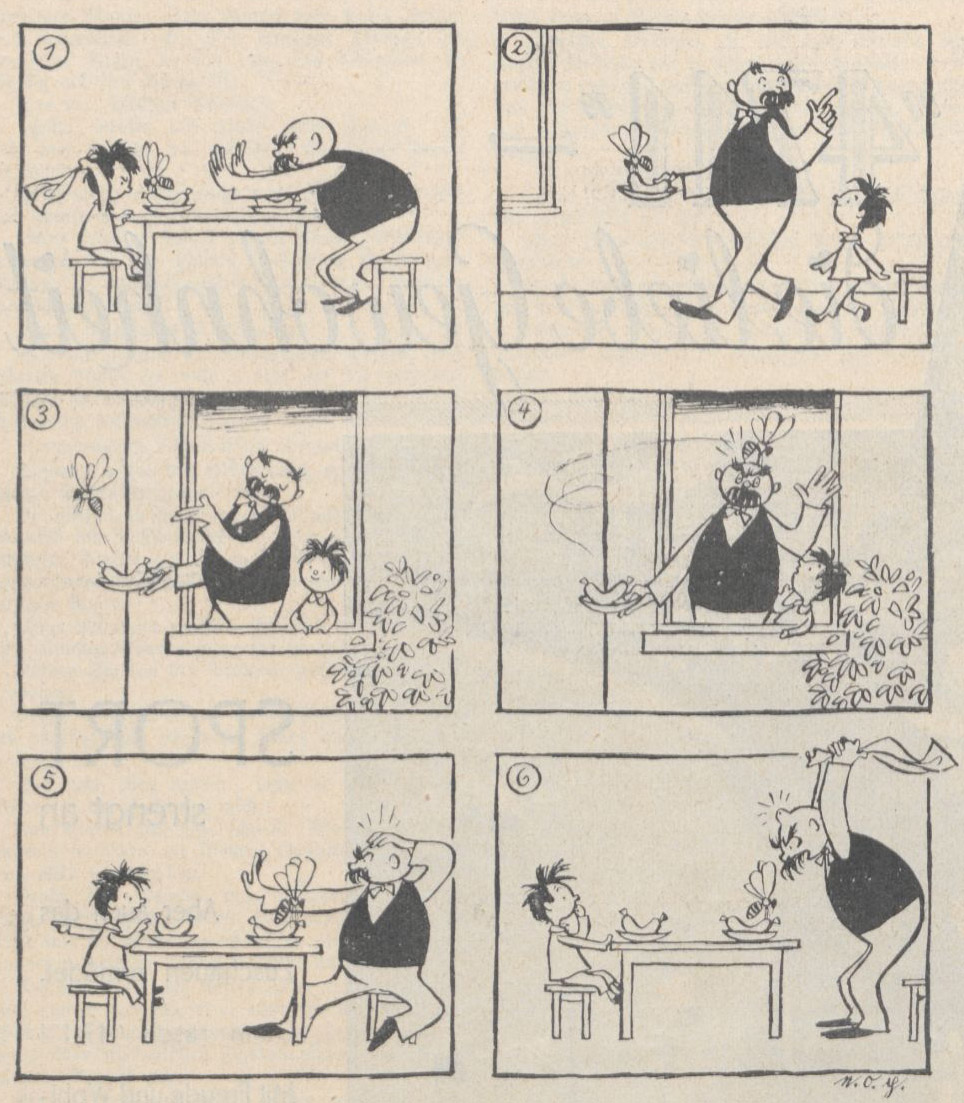
Vater und Sohn: Umgang mit Wespen, 1936
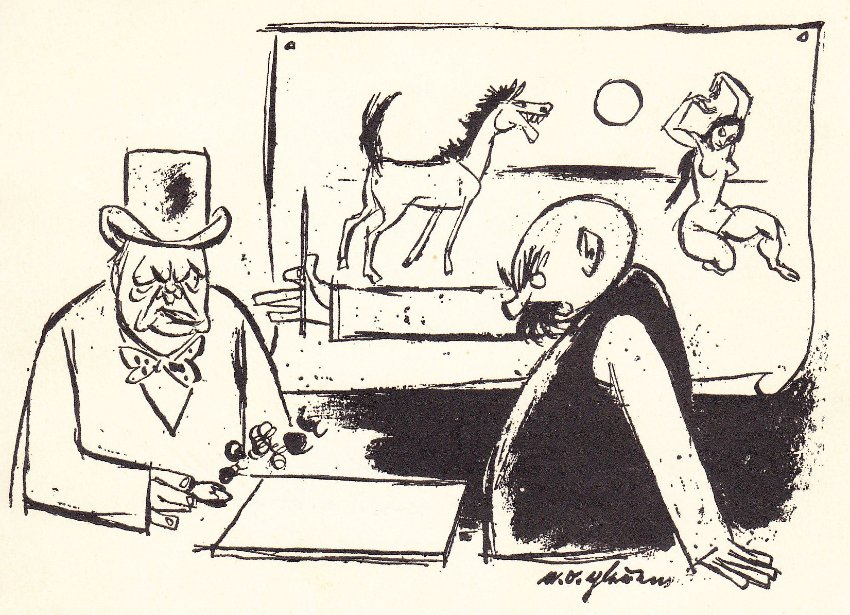
„Ojciec” (Erich Ohser) rysuje brytyjskiego premiera Winstona Churchilla, 1942
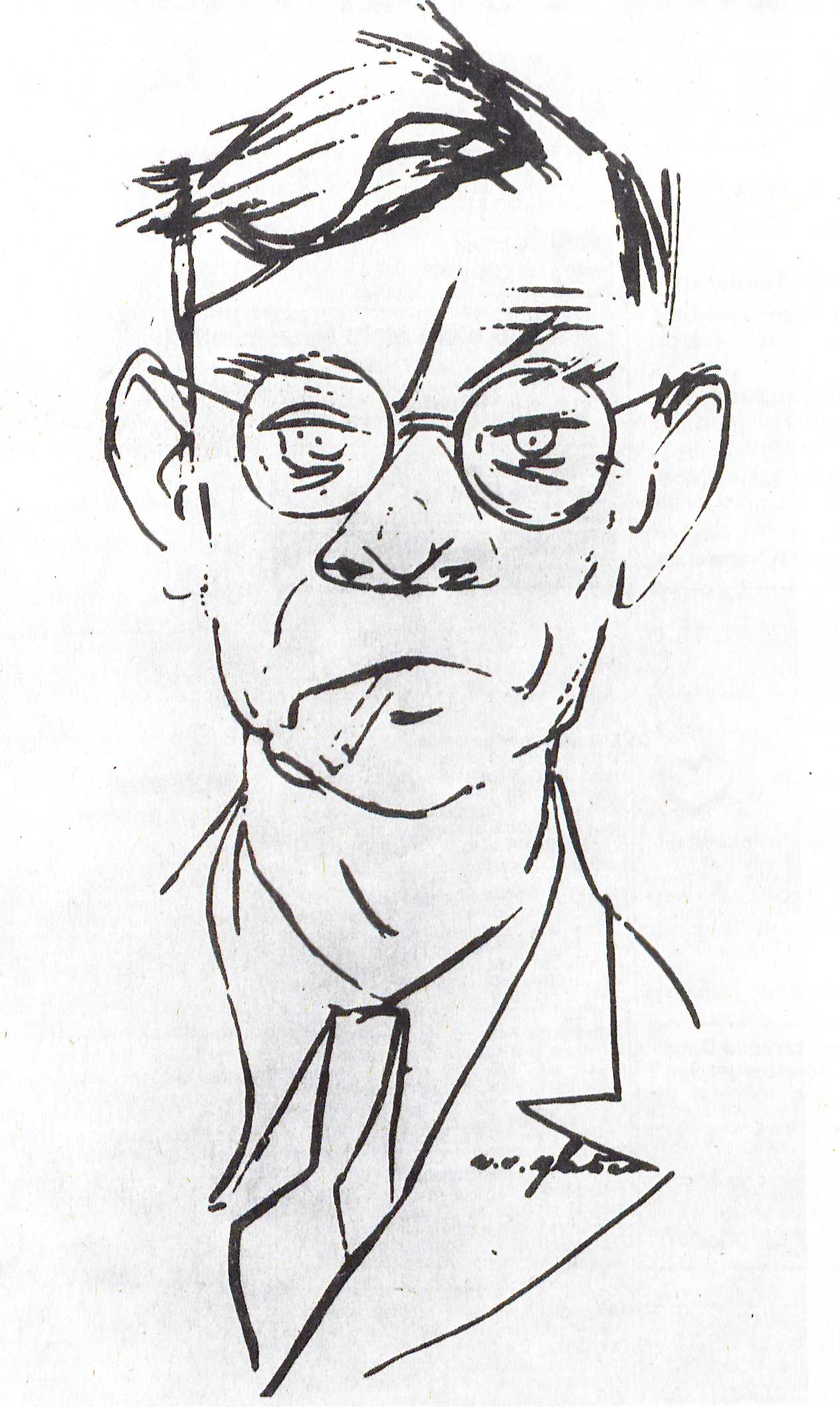
Portret Hansa Fallady, 1943